# Bad Salzuflen
Bad Salzuflen (Salzuflen-les-Bains en français) est une ville d'Allemagne, Land de la Rhénanie-du-Nord-Westphalie. Elle a une superficie de 100,07 km2.
La ville est connue pour son eau salée et ses thermes. Bad Salzuflen est une vieille ville avec de nombreux bâtiments historiques.
Bourgmestre : Dr. Wolfgang Honsdorf (SPD)

## Histoire
| Appartenances historiques Seigneurie de Lippe 1400–1528 Comté de Lippe 1528–1613 Comté de Lippe-Detmold 1613–1789 Principauté de Lippe 1789–1918 République de Weimar 1918–1933 Reich allemand 1933–1945 Allemagne occupée 1945–1949 Allemagne 1949–présent |

La cité d'« Uflon » a été d'abord mentionnée au XIe siècle.
Grâce au commerce de sel lucratif, la cité pouvait bientôt devenir une ville qui avait des remparts avec quatre portes (Schliepsteiner Tor, Hesskämper Tor, Herforder Tor, Ostertor) à partir du XVe siècle. Le commerce de sel prospérait jusqu'à l'époque de la Guerre de Trente Ans et il créait des richesses. Des maisons bourgeoises magnifiques et l'ancien hôtel de ville datent de cet apogée.
Bad Salzuflen est également une station thermale fameuse avec ses trois sources thermales, trois sources salines et trois sources d'eau potable. Pendant la Nuit de Cristal (du 9 novembre 1938 au 10 novembre 1938) la synagogue de la Mauerstraße n'a pas été détruite. Cependant, elle a été dynamitée en 1943 par la TENO (Technische Nothilfe ; Aide Urgente Technique en français), une organisation de jadis consacrée à la protection contre les catastrophes et à la protection antiaérienne. Ceci n'avait pas prise sur la déportation des citoyens juifs. Beaucoup de politiciens national-socialistes ont demeuré en ville à l'époque à l'occasion de cures. À cause de sa situation stratégiquement insignifiante, la ville a été préservée par les bombardements alliés.

## Organisation urbaine
Le territoire urbain de Bad Salzuflen comprend douze localités :
| Quartier        | Quartiers de Bad Salzuflen |
| --------------- | -------------------------- |
| Salzuflen       | Quartiers de Bad Salzuflen |
| Schötmar        | Quartiers de Bad Salzuflen |
| Werl-Aspe       | Quartiers de Bad Salzuflen |
| Wüsten          | Quartiers de Bad Salzuflen |
| Lockhausen      | Quartiers de Bad Salzuflen |
| Holzhausen      | Quartiers de Bad Salzuflen |
| Ehrsen-Breden   | Quartiers de Bad Salzuflen |
| Wülfer-Bexten   | Quartiers de Bad Salzuflen |
| Retzen          | Quartiers de Bad Salzuflen |
| Biemsen-Ahmsen  | Quartiers de Bad Salzuflen |
| Grastrup-Hölsen | Quartiers de Bad Salzuflen |
| Papenhausen     | Quartiers de Bad Salzuflen |

## Politique

### Conseil municipal
La dernière élection municipale a eu lieu le 26 septembre 2004.[réf. nécessaire]
Dès lors, les sièges du conseil municipal sont distribués comme suit :
| Parti  | Votes | %    | Sièges | Président       |
| ------ | ----- | ---- | ------ | --------------- |
| CDU    | 9181  | 37,7 | 18     | Heinz Bonke     |
| SPD    | 8912  | 36,6 | 18     | Detlef Bröker   |
| Grünen | 1791  | 7,4  | 4      | Robin Wagener   |
| FDP    | 1704  | 7,0  | 4      | Jürgen Riekehof |
| FWG    | 1262  | 5,2  | 2      | Wolfgang Brehm  |
| WFU    | 932   | 3,8  | 2      |                 |
| PDS    | 579   | 2,4  | 1      |                 |

### Jumelages
- Millau (France) depuis 1975
- East Riding of Yorkshire (Angleterre) depuis 1979
- Luckenwalde (Allemagne) depuis 1990

## Personnalités nées dans la ville
- Jürgen von der Lippe